# Celinai járás
A Celinai járás (oroszul: Целинский муниципальный район) Oroszország egyik járása a Rosztovi területen. Székhelye Celina.

## Népesség
- 1989-ben 34 666 lakosa volt.
- 2002-ben 36 742 lakosa volt.
- 2010-ben 33 690 lakosa volt, melyből 28 444 orosz, 1 534 török, 955 örmény, 452 ukrán, 448 cigány, 261 avar, 256 csecsen, 203 azeri, 202 fehérorosz, 73 rutul, 58 tatár, 55 grúz, 43 német, 36 lezg, 34 moldáv, 31 koreai, 30 ingus, 29 komi, 25 kumik stb.